# احمدآباد (ارسنجان)
احمدآباد (ارسنجان)، روستایی از توابع بخش مرکزی شهرستان ارسنجان در استان فارس ایران است.
این روستا در فاصله ۲۵ کیلومتری ارسنجان واقع شده است.
شغل مردم احمدآباد از گذشته کشاورزی بوده است اما متاسفانه ،خشکسالی مردم این روستا را مجبور به تغییر شغل میکند.
احمدآباد از گذشته دارای مردمی بافرهنگ بوده و افتخار آفرینان زیادی در این روستا پرورش یافته اند.
|  | فامیلی های اصیل                                                                        | ایزدی،خادمی،زارع                                                          |  |
|  |                                                                                        |                                                                           |  |
|  | پیش‌شمارهٔ تلفن                                                                          | ۰۷۱۵۸۶۴                                                                   |  |
|  |                                                                                        |                                                                           |  |
|  | مرکز سلامت                                                                             | خانه بهداشت احمد آباد                                                     |  |
|  | مراکز آموزشی                                                                           |                                                                           |  |
|  | آموزشگاه‌شهید‌علی‌نجات‌ایزدی دبیرستان‌امام‌رضا(ع) آموزشگاه‌شهدای‌هفت‌تیر آموزشگاه‌شهید‌صفر‌برومندی |                                                                           |  |
|  |                                                                                        |                                                                           |  |
|  | مراکز فرهنگی                                                                           | پایگاه‌مقاومت‌بسیج‌مالک‌اشتر کانون‌فرهنگی‌شهید‌علی‌نجات‌ایزدی مسجد صاحب الزمان(عج) |  |
|  |                                                                                        |                                                                           |  |
|  | اماکن ورزشی                                                                            | زمین چمن احمدآباد                                                         |  |
|  |                                                                                        |                                                                           |  |
|  | نزدیک ترین اثر تاریخی به روستا                                                         | ایوان قدمگاه هخامنشی                                                      |  |
|  |                                                                                        |                                                                           |  |

↵از امکانات این روستا می توان به آموزشگاه ابتدایی و راهنمایی،زمین چمن مصنوعی، فروشگاه های سوپرمارکت،تعمیر گاه های موتور سیکلت و خودرو، جوشکاری، فروشگاه های لباس، خرازی ها، نانوایی، کافی شاپ،خانه بهداشت،فست فود،تصفیه آب،کافی نت و... اشاره کرد.
احمدآباد پرامکانات ترین و آبادترین روستای مجموعه قدمگاه است و مهم ترین روستای این منطقه شناخته میشود.

## جمعیت
این روستا در دهستان شورآب قرار دارد و براساس سرشماری مرکز آمار ایران در سال 1395، جمعیت آن بیش از 100 خانوار بوده است. 